# Nico Landeweerd
Nicolaas Albertus Adrianus Landeweerd, detto Nico (Hilversum, 3 aprile 1954), è un ex pallanuotista olandese, vincitore di una medaglia di bronzo alle olimpiadi di Montréal 1976.